# Girasmoos
Das Gebiet Girasmoos ist ein vom Regierungspräsidium Tübingen am 21. Dezember 1973 durch Verordnung ausgewiesenes Naturschutzgebiet auf dem Gebiet der Gemeinde Bergatreute im baden-württembergischen Landkreis Ravensburg.

## Lage
Das Naturschutzgebiet Girasmoos liegt südöstlich von Bergatreute zwischen Witschwende und Alttann am Elfenweiher, eingebettet in das Landschaftsschutzgebiet Durchbruchstal der Wolfegger Ach. Das Gebiet gehört zum Naturraum Oberschwäbisches Hügelland und liegt im FFH-Gebiet Altdorfer Wald.

## Landschaftscharakter
Das Naturschutzgebiet liegt in einem ehemaligen Mäanderbogen der Wolfegger Ach. Es umfasst den Elfenweiher, dessen Verlandungsbereich und den oberhalb am Girasbach liegenden Feuchtbiotopkomplex. Hier sind Schilfröhricht, Sumpfseggenriede, Feuchtgebüsche, erlenbruchartige Feldgehölze und Quellbiotope mit Kopfbinsenried ausgebildet. Die Flächen wurden teilweise zur Streugewinnung genutzt. Im Osten grenzt eine Fischzuchtanlage an.